# Mixează (film din 2021)
Spin este un film original Disney regizat de Manjari Makijany, și scris de Carley Steiner și Josh A. Cagan. Îi are în distribuție pe  Avantika Vandanapu, Meera Syal, Abhay Deol, Aryan Simhadri, Michael Bishop, Jahbril Cook, Kerri Medders și Anna Cathcart.
Premiera originală a avut loc pe 13 august 2021, privind multe recenzii pozitive.
În România filmul a avut premiera pe Disney Channel, la data de 1 ianuarie 2022.

## Acțiunea
Filmul spune povestea unei adolescente indo-americane, Rhea, pasionată de mixaje muzicale ce includ elemente specifice culturii sale sud-asiatice. Viața ei se învârte în jurul grupului său de prieteni format din Molly, Watson și Ginger, clubul de programare, restaurantul indian al familiei și desigur, familia formată din tatăl Arvind, fratele mai mic Rohan și bunica sa Asha. Totul se schimbă atunci când se îndrăgostește de aspirantul DJ Max, iar pasiunea ei de mult pierdută pentru muzică este reaprinsă. Rhea descoperă că are un dar natural de a crea beat-uri și a produce muzică, dar trebuie să-și găsească curajul să-și urmeze adevăratul talent interior.

## Distribuție
- Avantika Vandanapu ca Rhea Kumar, o tânără dintr-o familie multigenerațională, care își descoperă adevăratul talent în momentul în care se îndrăgostește de un DJ [1]
- Meera Syal ca Asha Kumar, bunica plină de spirit a lui Rhea [2] [3]
- Abhay Deol ca Arvind Kumar, tatăl lui Rhea [2] [3]
- Aryan Simhadri ca Rohan Kumar, fratele mai mic al lui Rhea [2] [3]
- Michael Bishop în rolul lui Max, de care DJ Rhea se îndrăgostește. [2] [3]
- Anna Cathcart ca Molly [2] [3]
- Jahbril Cook ca Watson [2] [3]
- Kerri Medders ca Ginger [2] [3]
- Tyler Kyte ca DJ Luka Cent

## Producție
Pe 17 martie 2020 s-a comunicat de către Disney dezvoltarea unui film intitulat Mixează (Spin) pentru serviciul său de streaming, Disney+ .  Manjari Makijany urma să regizeze filmul, cu Carley Steiner, Céline Geiger și Josh A. Cagan pregătiți să scrie scenariul.  Zanne Devine urma să servească ca producător executiv al filmului. 
Pe 20 august 2020, a fost raportat că filmul a fost re-dezvoltat ca film original Disney Channel, cea mai mare parte a echipei de producție rămânând atașată filmului, cu excepția lui Geiger. 
În august 2020, Avantika Vandanapu a fost distribuită în rolul principal.  Pe 29 septembrie 2020, Meera Syal, Abhay Deol, Aryan Simhadri, Michael Bishop, Jahbril Cook, Kerri Medders și Anna Cathcart s-au alăturat distribuției. 

## Premiere internaționale
Mixează (Spin) a avut premiera pe 13 august 2021, pe Disney Channel .   Cu toate acestea, filmul urma să fie lansat inițial pe serviciul de streaming Disney, Disney+ . 
În România filmul a fost lansat pe 1 ianuarie 2022.
| Țara       | Canal          | Lansare            | Nume film                |
| ---------- | -------------- | ------------------ | ------------------------ |
| Israel     | Disney Channel | 31 august 2021     | ספין                     |
| Portugalia | Disney +       | 18 septembrie 2021 | Spin                     |
| Germania   | Disney +       | 1 octombrie 2021   | Spin – Finde deinen Beat |
| România    | Disney Channel | 1 ianuarie 2022    | Mixează                  |
| Ungaria    | Disney Channel | 1 ianuarie 2022    | Mixelj                   |